# Јагодина
Јагодина је градско насеље и седиште истоимене територијалне јединице у Србији. Административни је центар Поморавског управног округа. Смештена је на обали реке Белице, у географском региону Шумадије. Према попису из 2022. било је 34.892 становника, док је град Јагодина имао 64.644 становника.

## Име
За 6 векова град је имао три имена: Јагодна, Јагодина и Светозарево. Први писани споменик датира од 15. јула 1399. године. То је разрешница рачуна кнегиње Милице, тада већ монахиње Евгеније, и њених синова Стефана и Вука издата дубровачком трговцу Живулину Станишићу у Јагодној, тј. у Јагодини.
Дана 22. септембра 1946. године, одлуком општине, Јагодина добија име Светозарево по социјалисти Светозару Марковићу.
Романтичари, маштари, помињу крчмарицу Јагоду, са дворима и ханом на Црвеном брегу изнад гробља, у чијем је подножју расло село, названо по њој Јагодина. Крчмарица Јагода је, казују њени поштоваоци, по сунцу служила госте а под сјајем месеца, са 40 разбојника, нападала и пљачкала богате караване крај Цариградског друма. Трајало би то до у бескрај, да и легенда нема крај, па се вели да је у једној пљачки срела младића, пред чијом је лепотом задрхтала њена разбојничка рука. Изневерени пријатељи су је пустили да га поведе у своје дворе, али јој издају никада нису опростили. Једне ноћи нестао је у пламену Јагодин хан, над чијим се згариштем, у мрклим ноћима, годинама чуло њено језиво кикотање. Старији памте да је крај гробља постојао комад необрађеног земљишта, који се до скоро називао општинска утрина, а некад давно Јагодина ливада.
У време Турака, од сеоцета у подножју Црвеног брега (Руско гробље), израшће њихово насеље, које ће назвати Јагодина паланка, па отуда доцније и име Јагодина.
Легенда по којој су Јагодинци добили надимак ћурани је да је воз ударио ћурку у Јагодини, црева јој испала у Ћуприји, а џигерица у Параћину.

## Географски положај
Јагодина се налази на реци Белици у средњем Поморављу, под којим, у ужем смислу, треба подразумевати Параћинско-јагодинску котлину, односно узан равничарски појас са обе стране тока Велике Мораве — од Сталаћке клисуре на југу до Багрданског теснаца на северу, на коме се развијају Параћин, Ћуприја и Јагодина као важнији регионални центри и седишта истоимених општина. Горњевеликоморавска котлина у којој је смештена Јагодина пружа се меридијански између Сталаћке и Багрданске клисуре. Дугачка је 45 km, широка око 28 km, дубока око 650m а површине је око 600 km².
Јагодинско поље је део шире области са честим и снажним трусним ударима те се као део Поморавља, поред Подриња и Врањске котлине, убраја у најугроженије области. Према досадашњим појавама трусни удари стижу у Јагодинско поље из источне и западне зоне које корито Велике Мораве грубо одваја. Судећи по једном од најзначајнијих земљотреса велике јачине 1910. године, епицентар источне зоне лежи у Ресави.
Побрђе око града чине огранци околних масива као и терасе настале повлачењем Панонског језера, а усечене коритима приточних река. У рељефу овог краја, сем овог дела који би издвојили као средишњи и равничарски у средњем току Велике Мораве и доњих токова њених притока, можемо издвојити још две предеоне целине. То су источни планински предео који припада Карпатско-балканским планинама и западни предео који припада Родопским планинама. Ову целину, западно од Велике Мораве, чине ниске планине Јухор (773m), Црни Врх (707m) и огранци Гледићких планина. Између њих је Левачки басен.
Јагодинска општина простире се на 470 km², обухвата 54 насеља и граничи се са осам општина. Северно се граничи са општином Свилајнац, североисточно општином Деспотовац, северозападно општином Баточина. На истоку и југоистоку граничи се са општинама Параћин и Ћуприја, на западу градском општином Пивара Града Крагујевца југозападно општином Рековац и јужно са општином Варварин
Јагодина лежи на 43° 59' северне географске ширине и на 24° 14' источне географске дужине, на просечној надморској висини од 116 m а највиша кота је Ђурђево брдо на 213 m.
Кроз Јагодину пролази електрифицирана железничка пруга дуплог колосека којом се средња Европа повезују са јужном Европом и Азијом, а тик поред ње је међународни ауто-пут Е-75.

## Клима
Климатске одлике формирају географски положај и рељеф, па је за целу регионалну просторију пресудно што је високим планинама одвојена од изразитих утицаја из Средоземног мора а широко отворена према Панонској низији. Тиме се граде одлике умерено континенталне климе са хладним зимама и топлим летима, уз мања одступања, док се у пролеће снажније осећају топлија струјања са југа утичући на брже топљење снега, на пораст водостаја и бржи раст вегетације.
Средња годишња температура износи 11,2 °C - 11,7 °C. Средње месечне температуре ваздуха се крећу од -0,8 °C у јануару до 22,2 °C у јулу. Такав распоред температуре је условљен продором хладних ваздушних маса са севера и топлих са југа. Средње месечне температуре премашују још у марту 10 °C и задржавају се изнад те вредности све до новембра. Тај дуги деветомесечни период пружа широке могућности за туристичка кретања ка околним излетиштима ради одмора, рекреације, лова и риболова.
Укупна годишња сума осунчавања износи 2.068 часова, од тога на период од марта до октобра отпада 1.759 часова или 85% од годишње суме, што ово подручје сврстава у област умерене облачности. У јануару је најмање учешће сунчаних часова (65), а највеће у јулу (306).
Падавине у просеку износе 619 mm годишње. Средње месечне суме су највеће у мају (83 mm), а најмање у фебруару (35 mm). Највише атмосферског талога добијају пролећни и летњи месеци са 344 mm или 56% од укупне годишње количине.
Релативна влажност ваздуха је највећа у зимским месецима када су температуре ниске, док је у току лета најнижа. Она се креће од 64% до 71%, док је средња вредност притиска водене паре 8,5 mm/Hg са амплитудама у јануару од 4 mm/Hg до јула од 13,8 mm/Hg
Ветрови се јављају као стални када и проузрокују локалне временске непогоде, или као повремени ако их стварају продори ваздуха из суседних области. Иначе, врло су значајан фактор јер утичу на климатске промене изазивајући разлике у температури, доносећи падавине или сушу. Међутим, како Јагодинско поље одликује период тишина са 60,4%, а период ветрова са 39,6%, они мало помажу у проветравању котлине од загађеног ваздуха и у растеривању магле, па и на манифестовању других појава.
Најучесталије дува северозападни ветар са особином да доноси главне количине падавина под утицајем ваздушних струја са Атлантског океана и Јадранског мора.
Други по учесталости је југоисточни ветар кошава који стиже преко долине Црнице и креће се низводно све до Багрданског теснаца. Долази са Карпатско-балканских планина услед разлика у ваздушном притиску које настају као резултат високог ваздушног притиска који се образује изнад континенталних области (Украјина) и Средоземља где влада низак ваздушни притисак. Током пролећа и лета дува као сув и доста топао ветар са којим ретко стижу падавине чак и у току зиме, мада доноси сув снег и гради високе сметове изазивајући повећан осећај хладноће.
Трећи по значају је хладни северац нарочито због утицаја на исушивање тла у периоду вегетације од јула до септембра. Знатно је ређи од октобра до јануара мада тада утиче на највеће температуре.
Јужни ветар, развигорац, дува током целе године. У рано пролеће може да се нагло јави и дуже да траје изазивајући поплаве. Са њим се мешају локална југозападна ваздушна струјања из Левачке котлине или из Варваринског поља, али их Ђурђево брдо омета у продору ка Јагодини.
Иначе, средња јачина ветрова износи око 2-6 бофора, што је равно кретању 2-5 m/s односно 7-18 km/h, док максимална јачина иде и до 6-9 бофора, доводећи до озбиљних штета. Јаки ветрови обично не трају дуго, са изузетком кошаве која током зиме и пролећа дува и до 15 дана са максималном снагом од 8 бофора, односно 55 km/h.
Олујни карактер, често праћен градом, има западни ветар са највећом честином у току лета.

## Историја

### Праисторија
Прве људске заједнице појавиле су се пре 35.000 година, у току старијег камено доба. У кречњачком делу, источно до Јагодине, иако је познато стотинак пећина, до сада нису пронађени трагови човековог боравка, а са западног дела потичу непроучене фосилне кости човекове лобање из Јошине пећине крај манастир Јошаница. Једино поуздано станиште откривено је под Јерининим брдом код Баточине, уз обод општине Јагодина, у коме су нађени један људски зуб, коштане и кремене алатке и кости давно изумрлих животиња. Из средњег каменог доба, од 8.000 до 6.000 година пре нове ере није познато ни једно насеље.
Из доба млађег каменог доба познато је стотинак села у околини Јагодине. Лежала су на осунчаним падинама, крај река и у заклонима од ветра. У њима се живело у полуземуницама, а касније у кућама. На више места нађена је угљенисана пшеница, а међу животињским костима примерци припитомљеног говечета, свиње, овце и пса. Највредније остатке чине алатке, земљано посуђе са богатим декором и фигурине од печене земље у облику жене и, ређе, мушкарца.
У Ланишту, на ободу села, пронађени су докази о постојању људских насеља из времена Трибала, на прелазу из гвозденог у бронзано доба.

### Античко доба
У последњем миленијуму старе ере, Велика Морава је постала гранична зона у којој су се сретали културни утицаји Грка са југа, Трачана са истока и Илира са запада Балкана. Етно-културна мешања допринела су да се у гвозденом добу развије култура регионализованих одлика на коју су преовлађујуће утицала илирска племена. Пред крај овог раздобља појавили су се Келти у оквиру освајачког похода према грчком светилишту у Делфима (направили су утврђење на врху Јухора), а на прелазу из старе у нову еру Дачани, прастановници данашње Румуније. Преко њих у ове крајеве стижу употреба новца, вештина у изради грнчарије са витлом, многе нове алатке, као и друге високоцивилизацијске тековине. Њихова насеља срећу се махом у Моравској котлини. На прелазу из старе у нову еру, Поморавље је ступило у непосредни додир са античким народима - Грцима и Римљанима.
Додири са Грцима одвијали су се преко трговине којом су се бавили путујући трговци који су трампили скупоцене грчке занатске производе за домаће сировине. У прилог тим везама сведоче и новчићи грчких колонија нађених у неким селима у непосредној близини Јагодине.
Римљани су се појавили као освајачи, привучени природним богатствима ових крајева, надирући преко Балканског полуострва из више праваца. Под римском управом домаћа племена су се први пут нашла у јединственој држави која је снагом оружја наметала своју управу, језик, писмо и друге облике материјалне и духовне културе. Највећи грађевински подухват представљао је пут дуж десне обале Мораве, крај којег су никле станице за размену коња и коначење путника или утврђења са посадама, те су тада постала и прва насеља у близини Јагодине. У исто време, дуж попречних саобраћајница подигнуте су многе тврђаве, попут Петруса код Параћина и низ других познатих као Јеринин град и Белица код Јагодине.

### Средњи век
Римско царство се 395. распало се на Западно и Источно римско царство (Византију). У тој подели Поморавље је припало Византији. Током сеобе народа од 3. до 7. века, Поморавље су пустошила, палила и пљачкала варварска племена, нарочито Готи, Хуни, Авари и Словени. Словенска насеља из овог периода евидентирана су на више од двадесетак места.
Након успешно окончаног рата против Византије 1183. године, велики жупан Стефан Немања је избио са војском до Саве и Дунава, омогућујући бројним породицама да се из пренасељених крајева старе Рашке и Зете пребаце у освојене области. Симболичну границу према истоку, односно према освајачким интересима Угара, Бугара и нешто сталнијих од стране Византије представљала је Велика Морава, па дуж њене леве обале ничу феудални поседи, као нека врста истурених крајишника.
Током свог ратовања против Византије велики жупан Стефан Немања ставио је под своју власт жупе Белица, Левач и Лепеница. На овом делу се јавља жупа Белица која се у писаним изворима среће као једна од освојених области у рату 1183. године, чије се седиште из првих дана изгледа налазило на Јагодинском пољу. Према подацима из литературе, властелинско утврђење се налазило на Ђурђевом брду, заједно са некрополом, судећи по повременом налажењу скелетних делова и керамичких фрагмената. Утврђење је никло захваљујући стратешким вредностима места и грађевинском материјалу срушеног римског каштела, док је касније и само послужило да Турци лако дођу до материјала за своје објекте.
Цивилно насеље је засновано са једне и друге стране Белице, силазећи низводно, у потрази за бољим земљиштем. Сеоце засновано на овом месту имало је и мањи трг, са црквом и некрополом која се, судећи по писаним подацима и археолошком материјалу, налазила на месту где је сада тзв. Стара општина у ширем центру Јагодине (данас дописништво Радио-телевизије Србије). О имену овдашњег властелина и жупана Белице такође се мало зна. У народним песмама се помиње јагодински војвода Јакша, чији су синови, Петар и Марко, историјске личности, јер се често помињу у бојевима с Турцима почетком 15. века, али већ као избеглице у Угарској.
Пољопривредом се бавио највећи део становништва Јагодине и околине. Гајене су све врсте житарица које су биле познате у средњовековној Србији (пшеница, јечам, просо, овас). Познато је било и шареничко вино. То вино је названо по брду Шаренику више села Лозовика удаљеног 15–20 km од Јагодине. Гајен је лан у околини Јагодине, о томе говори топонимија (село Ланиште). Гајила се и свилена буба, традиција гајена задржала се у Белици до 20. века. Производио се и мед.
Први сачувани писани документ у коме се спомиње име Јагодине-Јагодна (Јагодина по легендама од биљке јагоде или по девојци Јагоди), представља разрешница коју је дворска канцеларија деспота Стефана Лазаравића дала Дубровчанину Живулину Станишићу када му је престала царинска служба у Србији. Разрешница му је написана 15. јула 1399. године у Јагодини. Овај документ сведочи да је на месту данашње Јагодине постојало, за то време развијено насељено место. Сама чињеница да је могла да прими државне службе говори да је Јагодина тада имала већи значај од обичног насеља поред главног пута.
У Јагодини је издат на великом државном сабору још један документ деспота Стефана Лазаревића 1411. године, па је извесно да је Стефан тада пролазио и задржавао се на путу према Манасији коју је градио на десној обали Ресаве. Османлије освајају манастир Манасију 10. маја 1458. године, Јагодина убрзо после тога пада под туђинску власт.

### Турска владавина
Увођењем турске управе у покореној Србији, током XV и 16. века, почела су да ничу њихова насеља, позната као паланке. Оне су обично, имале оштро издвојен исламски комплекс, са утврђењем и џамијом у средишту, док је раја живела на периферији или на сеоским спахилуцима.
Турци током 15. и 16. века на темељима срушеног српског средњовековног сеоцета Јагодине, подижу своју паланку, коју страни путници у дневницима називају Јадунум, Еперис или Јасинце, све док се 1568. године, судећи по до сада познатим изворима није усталило име Јагодина. По Дефтеру Смедеревског санџака из 1476. године село Јагодина има 101 кућу и 4 удовице и била је у оквиру тимара Милоша Белмужевића. Приход је износио 8.533 акче. Следећим пописом из 1516. године види се пад становника. Јагодина тада има 98 кућа раје, 26 неожењених и 2 удовице. Јагодина средином 16. века постаје тимар Дервиш-бег Јахјапашића. Гради се велика џамија 1555. године (на простору преко пута старог Јухора). Нешто касније саграђена је и друга џамија (око простора данашњег Суда). Јагодина је имала и 2 караван-сараја и амам (јавно купатило). У Јагодини је по заповести Дервиш-бега, неки немачки сајџија изградио и сахат-кулу, што је у оно време била реткост и у Турској. 1553-1557 путници је називају лепом паланком са 4 караван сараја и 2 џамије. У њој је живело више спахија и турских војника, а мање Срба хришћана. Имала је и турску школу. Цела долина Мораве је тада била под шумом. Цариградским друмом пут од Јагодине до Београда трајао је 4 дана.
Путници који су овуда пролазили оставили су прве записе о насељу тек у XVI веку. Од свих сачуваних записа најинтересантније су белешке печујског бискупа Антуна Вранчића, који је овуда прошао у два маха. Према првом дневнику из 1553. овај знаменити путник даје податке о Јагодни, док у другом, из 1568. године, писари из његове свите наводе да се место зове Јагодина. Према до сада познатим изворима ова година има значајну календарску вредност за град, јер из ње потиче његово друго име.
У другим приликама путници ће бележити час једно, час друго име, што је зависило од њихове народности и језичке снаге да осете његову праву звучност. Не може се, међутим, пренебрегнути моћ традиције, према којој многи Левчани и данас најрадије кажу „да средом иду на пијацу у Јагодну“, иако их од времена, док се ово име користило, деле векови.
Јагодина се као турско насеље у почетку споро развијало. Са статусом паланке помиње се 1620. године, као мања станица на Цариградском друму. Године 1660, путописац Евлија Челебија наводи да варош има 1500 кућа и да целокупно живље чине исламизовани хришћани. Средином 17. века Јагодина добија и безистан.
После аустријско-турског рата 1716—1718. Јагодина постаје седиште Јагодинског дистрикта. Према аустријском попису из 1721. Јагодина је имала 162 породице. После новог аустријско-турског рата 1737—1739. Србија се враћа под османску власт.

### Борбе против Турака
Са Кочином крајином од 1788. до 1791. године почињу ослободилачки ратови српског народа против Турака, а окончавају се Првим и Другим српским устанком од 1804. до 1815. године. Након почетка аустро-турског рата 9. фебруара 1788. године, капетан Коча Анђелковић је потукао турског дефтедара у багрданском теснацу 14. марта 1788. године али није успео да ослободи Јагодину заједно са 1.500 својих бораца током напада 17. марта исте године. У октобру 1789. године командант српског фрајкора Михаило Михаљевић ослободио је Јагодину. Јула 1790. турски заповедник Хаџи Бишћо заузео је Јагодину са 700 војника. После Свиштовског мира 1791. турска власт је гледала да смири рају и да протера јаничаре из Београдског пашалука. То је изазвало покрет јаничара против београдског везира Хаџи Мустафа-паше. У бици код Јагодине 10. јуна 1795. године снаге београдског везира Хаџи Мустафа-паше претрпеле су пораз од јаничара протераних из Београдског пашалука и њиховог савезника Пазван-оглуа. На састанку код београдског везира Хаџи Мустафа-паше 1796. били су и кнезови јагодинске нахије Илија, Никола и Милија. Новембра 1799. београдски везир Хаџи Мустафа-паша одредио је Абдагу за јагодинског муселима. Привремени заповедник Јагодине 1802. године био је Махмуд-ага кога је збацио Кучук Алија јер се докопао тог места без дозволе дахија. Дахије су 1802. године поставиле Абд-агу који је био муселим јагодински до почетка Првог српског устанка 1804. године.
У устаничким биткама које су вођене за и око Јагодине, насеље је паљено и рушено у више махова. Према записима савременика, најтежу катастрофу место је доживело 1813. године у току турске одмазде, када је изгорело „да се парче дрвета није могло наћи“.
Две најважније битке на самом почетку Првог српског устанка одиграле су се у околини Јагодине. У бици код Колара, почетком августа 1793. године, посебнa народна војска под командом Станка Арамбашића спречила јањичаре и одметнутог Османа Пазван-оглуа да стави и Београдски пашалук под своју управу. А други пут, почетком марта 1804. године у Јагодини се утврдио један од Београдских дахија, Алија Ђеврлић, коме је Пазван-оглу послао Алију из Гусиња са 1.600 Арнаута и крџалија да помогну у сузбијању побуне. Међутим већ почетком априла, после другог напада устаника, Кучук-Алија бежи из Јагодине према Београду.
У току Првог српског устанка, Јагодина је делимично попаљена. За време борби повремено се расељавало варошко становништво. Највише су страдали становници српске махале, приликом одмазде 1813. године. Исте године српске старешине су израдиле ратни план против Турака.
По склапању мира 1815. године, Јагодина је до Хатишерифа 1830. године нахија са кнежевинама Левач и Темнић и са 140 села. У Јагодини 3. марта 1830. одржан је први састанак књаза Милоша Обреновића и Аврама Петронијевића са Портиним комесаром за разграничење Србије и Османског царства хоџаћаном Абдулом Амед Ћешаф-ефендијом, а затим новембра исте године са другим османским комесаром Мехмедом Лебип-ефендијом. После Хатишерифа 1833. године у Јагодини је седиште Расинског сердарства у које улазе Расина, Темнић, Левач и Белица. То је допринело развоју насеља са зградама Начелства и Магистрата. Са изградњом железнице 1884. године и подизањем нове цркве 1901. године, центар се премешта на садашње место.
После Другог српског устанка, Јагодина се демографски мења, пошто се турско становништво исељава и тако смањује број градских житеља. Но и поред тога, Јагодина се привредно стабилизује и постепено развија као погранична варош (до 1833) тадашње Милошеве Србије. Захваљујући томе постаје занатско-трговачки центар Јагодинске нахије.
На првом попису 1818. године, Јагодина је имала 276 домова са 494 харачких глава. Последња турска породица иселила се 1832. године. Већ 1837. године Јагодина је имала 5.220 житеља, док је цела Србија имала 41.374 варошких становника. 1866. у Јагодини је живело 4.429 становника који су се бавили пољопривредом, трговином и занатством. 1876. године било је 91,88% земљорадника. Неколико епидемија куге и неки други разлози изазвали су застој, па је 1900. године имала 4.765, а 1931. године 6.950 становника.
Бржи развој Јагодине у 19. веку, нарочито педесетих година карактеришу оснивање првог индустријског објекта у Србији - фабрике стакла, као и почетак рада пиваре. Мушка учитељска школа је отворена 1899. Почетак 20. века Јагодина је дочекала са бројним индустријским предузећима, занатским и трговинским радњама. После Првог светског рата наставља се даљи развој Јагодине у важни привредни и културни центар Србије.

### Први светски рат и међуратни период
Војни обвезници из Јагодине и околине углавном су били распоређени у састав 15. пука Тимочке дивизије (Стеван Синђелић). У Јагодини је мобилисано 773 обвезника а у Јагодинском срезу укупно је мобилисано 5895 војних обвезника. Овај пук је учествовао у бици на Церу, Чеврнтији и Колубарској бици на положају Врапчево брдо. После нове офанзиве из октобра 1915. године, борбе се воде у Багрданском теснацу који бране Шумадијска дивизија, трупе одбране Београда и делови Тимочке дивизије.
У Јагодини је формирана већ у септембру резервна војна болница у згради Учитељске школе.
Јагодина је бомбардована 18. октобра 1915. (по старом календару) од стране немачког авиона, погинуло је 7 особа. Да би спречили надирање непријатеља дигнут је у ваздух мост преко Белице. Међутим, 12. пук аустроугарске војске је ушао у град.
Јагодински срез је од 1. априла 1916. припао крушевачкој окружној команди аустроугарске окупационе команде. Тада је у формирана команда среза (Berzik comanda), зграда команде налазила се у кући Таушановића (данас Народна библиотека). Непријатељ је спроводио тортуру и вешао недужне људе. Спомен на династију Карађорђевић је брисан а имена улица су мењана.
Јагодина је ослобођена 25. октобра 1918. године и том приликом је на улазу у погинуо поднаредник Љубомир Митровић, познатији као поднаредник Љуба. Данас једна улица носи његово име.
У спомен борцима из Првог светског рата подигнута су три споменика:
- у порти Старе цркве, откривен 27. маја 1927. године
- крајпуташ у улици Јованче Мицића, посвећен Живојину Глигоријевићу[20]
- велелепни споменик у центру града подигнут прилозима грађана у периоду 1921—1931. године.

На првим послератним локалним изборима 1920. године власт у Јагодини освојили су радикали. На локалним изборима 1923. власт су освојиле демократе. Следећи локални избори одржани су 1926. године и на њима су победиле демократе.
У Краљевини СХС, Белички срез припада Моравској области, средиште Ћуприја, која 1929. припада Моравској бановини, средиште Ниш. Мост преко Велике Мораве, на путу Јагодина – Деспотовац, "најмодернији колски мост у целој држави" пуштен је у саобраћај (априла?) 1924. У међуратном периоду полако је ишчезавала стара чаршија, у Левачкој улици, а зидане су нове зграде и улице. Занатлијски дом је завршен 1936, а у то време је подигнут и Соколски дом. Пилотска школа је основана 1939. Место је било сматрано просперитетним, захваљујући "наглом подизању индустрије" (нпр. фабрика капа и шешира "Ресава"), чаршија "није замрла и учмала као у осталим србијанским паланкама", Поморавци су је звали "малим Паризом".

### Други светски рат
Са почетком Априлског рата према Београду напредује немачка Прва оклопна група из правца Бугарске. Њена претходница била је 10. оклопна дивизија, која се 10. априла нашла пред Јагодином. Бранећи град погинуо је 21 војник, 19 грађана Јагодине и 4 грађана околних места.
Белички срез дошао је под команду Фелдкомандатуре у Нишу и Крајскоманде у Крушевцу. У Јагодини се налазила месна команда (Ортскоманда). Дана 31. децембар 1941. године Србија је подељена на 14 округа. Јагодина је постала седиште Округа моравског 22. јануара 1942. године. Жандарми су остали на својим местима а након оснивања владе генерала Милана Недића појављују се војне формације. У Јагодини бива стациониран Други одред оружане силе. Добровољци Димитрија Љотића долазе у Јагодину током октобра и новембра. Четници Драже Михаиловића формирају Јагодински четнички одред док партизани формирају Беличку чету 23. јула 1941. године. Поред снага Владе Милана Недића и немачких окупационих трупа у Јагодину јануара 1942. године пристиже и бугарски батаљон са задатком да штити пругу од Гиља до Ланишта.
Пре Другог светског рата североисточно од Јагодине налазио се аеродром „Јошје”. Ту је деловао месни одбор Краљевског југословенског аероклуба Наша крила. После Априлског рата Немци су ту имали своје авионе. У ноћи између 18. и 19. јула 1941. године по директиви ОК КПЈ у Јагодини формирана је диверзантска група од 9 људи чији је задатак био да запале хангар и авионе. Група је била састављена од комуниста и симпатизера НОП-а. Чинили су је: Раде Солунац, секретар МК КПЈ у Јагодини, Љуба Антић, Живорад Милојевић, Драган Ђорђевић, Милорад Стаматовић Раца, Радомир Ђорђевић, Коста Поповић, Љубиша Крстић Чекрк и Драгомир Радосављевић Ждрпа. Диверзија је успела и том приликом су запаљена 4 авиона и хангар.
Фебруара 1944. четници су направили масакр у коме су у Јагодини убијене 24 особе. Јединице Српске државне страже и Српске граничне страже окупиле су се 6. октобра 1944.у Јагодини и од тих јединица је створен Српски ударни корпус са три дивизије за чијег је команданта именован дивизијски генерал Стеван Радовановић.
Немачка 7 СС дивизија „Принц Еуген“ бранила је пругу одступницу немачким трупама из Грчке на линији Сталаћ - Лапово. Посебно су били утврђени на висовима око Јагодине и Параћина. Насупрот њих биле су јединице Црвене армије (под командом маршала Толбухина) и јединице Народноослободилачке војске Југославије. Те јединице су напредовале из источне Србије преко Кучаја.
12—13. октобра Немци напуштају Параћин без борбе, док су од 11—13. октобра вођене су борбе за Ћуприју која је ослобођена 13. октобра. Немци су срушили пешачки мост, а покушали су да сруше и железнички, али је неко пресекао каблове и на тај начин спречио рушење. Главни и најдужи окршаји за дефинитивно ослобађање Поморавља вођени су око Јагодине. Немци су се овде огорчено бранили недељу дана. Прва линија фронта је најпре била Морава, а затим су се Немци повукли на бедеме железничке пруге. Ту су се борбе између реке и пруге водиле често и прса у прса, а сама железничка станице је више пута прелазила из руке у руку. Немци су имали осматрачнице на црквеном звонику и на силосу, па су имали преглед ситуације, што им је помогло да ефикасније користе артиљерију и тиме да се дуже одрже. Тек по почетку дејствовања совјетских „каћуша“ Немци су напустили град. То се десило у ноћи између 16. и 17. октобра. За собом су минирали све мостове, па и мост на Белици. Истог дана ослобођен је и Рековац и део Левча.
Дана 22. септембра 1946. на месту старог споменика подигнут је нови споменик Светозару Марковићу, а град је тог дана добио назив Светозарево.
Светозарево, па од 1992. године поново Јагодина, је израсло у модеран привредни, културни и административни центар Поморавског округа.

### Догађаји
- 1411. Одржан државни сабор у Јагодини и том приликом је издата хрисовуља манастиру Хиландару од стране деспота Стефана Лазаревића
- 1553. Цар Светог римског царства Карло V на пропутовању за Истанбул свратио је у Јагодину[33]
- 1737. Прокламација о рату против Турака
- 1808. године отворена је прва основна школа у Јагодини.
- 1814. Хаџи Проданова буна
- 1837. Куга у Јагодини
- 1846. године отворена је фабрика стакла „Аврамовац“, на реци Белици испод Црног врха. Оснивач и власник је Аврам Петронијевић. То је прва фабрика стакла у Србији (Параћин 1907, Панчево 1930).
- 1884. Прва Железница у Србији стиже у Јагодину
- 1885. Бранислав Нушић као регрут борави у Јагодини где је у кафани Дарданели добио идеју за лик Јованче Мицића, правећи га по угледу на кафеџију Јованчу Симића[34]

## Демографија
На првом попису 1818. године, Јагодина је имала 276 домова са 494 харачких глава. Последња турска породица иселила се 1832. године. Већ 1837. године Јагодина је имала 5.220 житеља, док је цела Србија имала 41.374 варошких становника.
Године 1866, у Јагодини је живело 4.429 становника који су се бавили пољопривредом, трговином и занатством. 1876. било је 91,88% земљорадника.
Неколико епидемија куге и неки други разлози изазвали су застој, па је 1900. године имала 4.765, 1910. године имала је 5.376 становника, а 1931. године 6.950 становника. Године 1961, имала је 19.759 становника, а 1971. имала је 27.500 становника.
У Јагодини живи 28809 пунолетних становника, а просечна старост становништва износи 39,8 година (38,6 код мушкараца и 41,0 код жена). У насељу има 12987 домаћинстава, а просечан број чланова по домаћинству је 2,74.
Ово насеље је великим делом насељено Србима (према попису из 2002. године).
|             | \| Демографија[36] \| Демографија[36] \| Демографија[36] \| \| Година \| Становника \| Становника \| \| --------------- \| --------------- \| --------------- \| \| 1931. \| 6.912 \| \| \| 1948. \| 9.297 \| \| \| 1953. \| 12.270 \| \| \| 1961. \| 19.872 \| \| \| 1971. \| 27.658 \| \| \| 1981. \| 35.488 \| \| \| 1991. \| 37.560 \| 36.743 \| \| 2002. \| 35.589 \| 36.752 \| \| 2011. \| 37.282 \| \| \| 2022. \| 34.892 \| \| |            |
| Демографија | |            |
| Година      | Становника | Становника |
| 1931.       | 6.912 |            |
| 1948.       | 9.297 |            |
| 1953.       | 12.270 |            |
| 1961.       | 19.872 |            |
| 1971.       | 27.658 |            |
| 1981.       | 35.488 |            |
| 1991.       | 37.560 | 36.743     |
| 2002.       | 35.589 | 36.752     |
| 2011.       | 37.282 |            |
| 2022.       | 34.892 |            |

| Етнички састав према попису из 2002.‍ | Етнички састав према попису из 2002.‍ | Етнички састав према попису из 2002.‍ | Етнички састав према попису из 2002.‍ | Етнички састав према попису из 2002.‍ |
| ------------------------------------ | ------------------------------------ | ------------------------------------ | ------------------------------------ | ------------------------------------ |
|                                      |                                      |                                      |                                      |                                      |
| Срби                                 | Срби                                 |                                      | 34.187                               | 96,06%                               |
| Роми                                 | Роми                                 |                                      | 490                                  | 1,37%                                |
| Црногорци                            | Црногорци                            |                                      | 157                                  | 0,44%                                |
| Југословени                          | Југословени                          |                                      | 102                                  | 0,28%                                |
| Македонци                            | Македонци                            |                                      | 58                                   | 0,16%                                |
| Хрвати                               | Хрвати                               |                                      | 52                                   | 0,14%                                |
| Бугари                               | Бугари                               |                                      | 26                                   | 0,07%                                |
| Словенци                             | Словенци                             |                                      | 24                                   | 0,06%                                |
| Мађари                               | Мађари                               |                                      | 23                                   | 0,06%                                |
| Горанци                              | Горанци                              |                                      | 20                                   | 0,05%                                |
| Румуни                               | Румуни                               |                                      | 14                                   | 0,03%                                |
| Муслимани                            | Муслимани                            |                                      | 9                                    | 0,02%                                |
| Албанци                              | Албанци                              |                                      | 7                                    | 0,01%                                |
| Руси                                 | Руси                                 |                                      | 4                                    | 0,01%                                |
| Бошњаци                              | Бошњаци                              |                                      | 4                                    | 0,01%                                |
| Чеси                                 | Чеси                                 |                                      | 3                                    | 0,00%                                |
| Украјинци                            | Украјинци                            |                                      | 3                                    | 0,00%                                |
| Словаци                              | Словаци                              |                                      | 2                                    | 0,00%                                |
| Немци                                | Немци                                |                                      | 2                                    | 0,00%                                |
| непознато                            | непознато                            |                                      | 220                                  | 0,61%                                |

| \| \| м \| \| \| ж \| \| ? \| 90 \| \| \| 96 \| \| 80+ \| 211 \| \| \| 356 \| \| 75—79 \| 412 \| \| \| 611 \| \| 70—74 \| 722 \| \| \| 946 \| \| 65—69 \| 913 \| \| \| 1.144 \| \| 60—64 \| 867 \| \| \| 1.060 \| \| 55—59 \| 882 \| \| \| 978 \| \| 50—54 \| 1.504 \| \| \| 1.625 \| \| 45—49 \| 1.506 \| \| \| 1.691 \| \| 40—44 \| 1.234 \| \| \| 1.447 \| \| 35—39 \| 1.012 \| \| \| 1.172 \| \| 30—34 \| 1.101 \| \| \| 1.173 \| \| 25—29 \| 1.253 \| \| \| 1.260 \| \| 20—24 \| 1.338 \| \| \| 1.268 \| \| 15—19 \| 1.184 \| \| \| 1.150 \| \| 10—14 \| 967 \| \| \| 941 \| \| 5—9 \| 919 \| \| \| 914 \| \| 0—4 \| 865 \| \| \| 777 \| \| Просек : \| 38,6 \| \| \| 41,0 \| |       |  |  |       |
| |       |  |  |       |
| | м     |  |  | ж     |
| ? | 90    |  |  | 96    |
| 80+ | 211   |  |  | 356   |
| 75—79 | 412   |  |  | 611   |
| 70—74 | 722   |  |  | 946   |
| 65—69 | 913   |  |  | 1.144 |
| 60—64 | 867   |  |  | 1.060 |
| 55—59 | 882   |  |  | 978   |
| 50—54 | 1.504 |  |  | 1.625 |
| 45—49 | 1.506 |  |  | 1.691 |
| 40—44 | 1.234 |  |  | 1.447 |
| 35—39 | 1.012 |  |  | 1.172 |
| 30—34 | 1.101 |  |  | 1.173 |
| 25—29 | 1.253 |  |  | 1.260 |
| 20—24 | 1.338 |  |  | 1.268 |
| 15—19 | 1.184 |  |  | 1.150 |
| 10—14 | 967   |  |  | 941   |
| 5—9 | 919   |  |  | 914   |
| 0—4 | 865   |  |  | 777   |
| Просек : | 38,6  |  |  | 41,0  |

| Година пописа     | 1948. | 1953. | 1961. | 1971. | 1981.  | 1991.  | 2002.  |
| ----------------- | ----- | ----- | ----- | ----- | ------ | ------ | ------ |
| Број домаћинстава | 2.975 | 4.051 | 6.236 | 8.948 | 11.676 | 12.768 | 12.987 |

| Број чланова      | 1     | 2     | 3     | 4     | 5   | 6   | 7  | 8  | 9 | 10 и више | Просек |
| ----------------- | ----- | ----- | ----- | ----- | --- | --- | -- | -- | - | --------- | ------ |
| Број домаћинстава | 2.777 | 3.338 | 2.849 | 2.983 | 715 | 246 | 51 | 18 | 3 | 7         | 2,74   |

| Пол    | Укупно | Неожењен/Неудата | Ожењен/Удата | Удовац/Удовица | Разведен/Разведена | Непознато |
| ------ | ------ | ---------------- | ------------ | -------------- | ------------------ | --------- |
| Мушки  | 14.229 | 4.154            | 8.921        | 598            | 482                | 74        |
| Женски | 15.977 | 3.382            | 9.000        | 2.395          | 1.131              | 69        |
| УКУПНО | 30.206 | 7.536            | 17.921       | 2.993          | 1.613              | 143       |

| Пол    | Укупно                    | Пољопривреда, лов и шумарство | Рибарство                            | Вађење руде и камена | Прерађивачка индустрија       |
| ------ | ------------------------- | ----------------------------- | ------------------------------------ | -------------------- | ----------------------------- |
| Мушки  | 6.580                     | 171                           | 12                                   | 5                    | 2.766                         |
| Женски | 5.615                     | 91                            | 8                                    | 4                    | 1.474                         |
| Укупно | 12.195                    | 262                           | 20                                   | 9                    | 4.240                         |
|        |                           |                               |                                      |                      |                               |
| Пол    | Производња и снабдевање   | Грађевинарство                | Трговина                             | Хотели и ресторани   | Саобраћај, складиштење и везе |
| Мушки  | 178                       | 220                           | 1.009                                | 142                  | 443                           |
| Женски | 64                        | 59                            | 1.047                                | 228                  | 206                           |
| Укупно | 242                       | 279                           | 2.056                                | 370                  | 649                           |
|        |                           |                               |                                      |                      |                               |
| Пол    | Финансијско посредовање   | Некретнине                    | Државна управа и одбрана             | Образовање           | Здравствени и социјални рад   |
| Мушки  | 90                        | 210                           | 401                                  | 226                  | 298                           |
| Женски | 143                       | 213                           | 332                                  | 543                  | 926                           |
| Укупно | 233                       | 423                           | 733                                  | 769                  | 1.224                         |
|        |                           |                               |                                      |                      |                               |
| Пол    | Остале услужне активности | Приватна домаћинства          | Екстериторијалне организације и тела | Непознато            | Непознато                     |
| Мушки  | 218                       | 1                             | 0                                    | 190                  | 190                           |
| Женски | 174                       | 1                             | 0                                    | 102                  | 102                           |
| Укупно | 392                       | 2                             | 0                                    | 292                  | 292                           |

## Култура
Поморавље је релативно богато споменицима средњовековне културе, јер је то била позорница разних историјских збивања. У трећој четвртини 13. века, под ударцима Турака, економски, политички и културни центар помера се на север у области Западне и Велике Мораве. Удаљени од изворних области Рашке и македонске школе, односно српско-византијске школе, моравски неимари стварају нове архитектонске комбинације у којима користе тековине својих претходника, али их у исто време освежавају новим елементима источњачког порекла. Тако настаје нова архитектонска школа под именом моравска школа. У непосредној близини Јагодине налазе се значајни споменици ове школе-манастири Раваница, Манасија, Каленић, Јошаница и у рушевинама Сићевац. Остали мање познати манастири су Томић, Јаковић и Ивковачки.
У Јагодини се налазио и конак хајдук Вељка Петровића са почетка 19. века који је срушен 1999. године после поплаве. У граду се налазе још три цркве.
Овде се налази Културни центар „Светозар Марковић” Јагодина.
Културно-историјско наслеђе Јагодине од почетка 19. века до Другог светског рата описано је у књизи „Наш завичај”.

### Манифестације
- Дани комедије
- Музичка јесен (Јагодина)
- Сусрети села
- DOPS festival
- Октобарски салон наиваца

Житељи Јагодине, поред манифестација у локалном окружењу учествују и у другим срединама. То је "Фестивал позоришних праизведби" у Параћину, Сабор „Прођох Левач, прођох Шумадију” у манастиру Каленић, "Дани српског културног преображења" у манастиру Манасија.

### Сликарство
У Јагодини, живео је и радио велики српски књижевник, песник и сликар, боем и бунтовник Ђура Јакшић. Он је тада предавао у јагодинској реалки цртање, али од његових дела из тог времена у граду није ништа сачувано. После боравка Ђуре Јакшића, ликовни живот дуго не бележи неки значајнији успех.
Још један од значајнијих сликара је и Никола Милојевић који је био познати портретиста, представник академског реализма 19. века.
Најзначајнија дела наивне уметности чувају се у јединственом Музеју наивне уметности.

### Музика
Богато музичко и народно стваралаштво овога краја одувек је привлачило композиторе и било изазов. Мокрањац је, на пример, познату песму „Маро Ресавкињо“ без икаквих мелодијских измена унео у своју другу руковет. Из обиља музичког фолклора овога краја споменимо песму „Ој Мораво“, која је створена у овом крају али је као бисер народног стваралаштва постала својина свих наших народа, и коло „Моравац“.
Познатији композитори и музички прегаоци који су радили у Јагодини:
- Владимир Ђорђевић - професор музике у Учитељској школи с почетка овог века.
- Миленко Пауновић - такође професор музике у Учитељској школи творац дела „Прва југословенска симфонија“ које је први пут изведено у Љубљани 1924.
- Угљеша Смиљанић - професор музике у Учитељској школи дошао је из Сарајева између два рата.
- Вељко Комарек - који посебно био заслужан за формирање музичке школе 1952. године.
- Густав Брили - први директор музичке школе (150—180 ученика годишње)

Познати јагодински поп-рок и метал бендови:
- Тач
- Делта 9
- Метро
- Црни Лилихип - бенд основан 1992. Имају само један албум: Црни Лилихип (Urbazona/Trotorock 1995)
- Етиопија - панк рок бенд основан 1984. године. Имају само један албум: Етиопиа (1990)
- Алистер
- Инфест
- Паспарту

Познати јагодински поп-рок музичари:
- Иван Максимовић, гитариста
- Петар Максимовић, басиста
- Зоран Марјановић - Чеда, бубњар
- Ненад Гајин - Цоце, гитариста
- Ненад и Пеца Стефановић, гитаристи

Познати јагодински виолинисти:
- Петар Максимовић - редовни професор виолине на бечком Конзерваторијуму и једини ром који данас свира у Бечкој филхармонији[40]

### Позориште
- Народно позориште Јагодина
- Аматерско позориште Јагодина
- Дечје позориште „Станиславски“ Јагодина
- Велики театар

### Музеји
- Завичајни музеј Јагодина
- Музеј наиве Јагодина
- Музеј воштаних фигура Јагодина

### Остало културно наслеђе
- Народна библиотека „Радислав Никчевић“
- Споменици у Поморављу
- Археолошка налазишта у општини Јагодина

### Верски објекти
Прву богомољу, познату међу Јагодинцима као Стара Црква, Св. Архангела Михајла, подигао је 1818. године кнез Милош, на левој обали Белице, док је 1899. освећена црква Светог Петра и Павла, познатија као Нова црква, подигнута од прилога грађана, на десној обали.
Тренутно су у изградњи две цркве у граду. Једна у близини Арачлијског потока и Аква парка, посвећена Св. Петки, а друга на Стрелишту испод Буџиног брда.
У Јагодини такође постоји и католичка црква од 2008. године и посвећена је Св. Леополду Мандићу. Св. Леополд Мандић је парохијска црква за Јагодину, Ћуприју и Параћин и има око 150 активних верника. Црква се налази на Буџином брду. У Јагодини постоји и неколико протестантских цркава: Хришћанска адвентистичка црква која се налази у улици Кнегиње Милице на броју 94, Еванђеоска црква у улици Косте Абрашевића и Црква Божија која се од 1974. године налази у насељу Железнички мост. Постоји и гробљанска црква Светог Георгија.

### Старе кафане
- Кафана „Солун”
- „Шарена кафана“, саграђена је 1820. године по наредби јагодинског кнеза Аранђела Милосављевића.

### Биоскоп
После Другог светског рата библиотека и два мања биоскопа представљали су једини културни потенцијал града. У данашњем јагодинском биоскопу који служи и као позоришна дворана има места за 500 гледалаца. Сала старог биоскопа је срушена децембра 2018. године, док је у току изградња нове савремене сале.

## Образовање
Образовне високе и средњошколске институције у Граду Јагодини:
- Педагошки факултет Универзитета у Крагујевцу
- Мегатренд универзитет у Јагодини
- Прва техничка школа (Јагодина)
- Гимназија „Светозар Марковић“
- ЕТШ "Славка Ђурђевић", некадашњи Школски центар у Јагодини
- Електротехничко-грађевинска школа „Никола Тесла“, до 1987. године обављала своју делатност у оквиру бивше школе „Вељко Влаховић“. Од 1987. године она се оснива као самостална васпитно-образовна организација под именом Техничка школа „Никола Тесла“, касније Електротехничка и грађевинска школа (1995)
- Музичка школа „Владимир Ђорђевић“
- Средња медицинска школа „Милутин Миланковић“, део Образовног система Милутин Миланковић у Београду.

Основне школе у Граду Јагодини:
- ОШ „Милан Мијалковић“
- ОШ „Горан Остојић“
- ОШ „Рада Миљковић“
- ОШ „Бошко Ђуричић“
- ОШ „17. октобар“
- ОШ „Љубиша Урошевић“ Рибаре

## Привреда
Четрдесетих година 19. века у условима бурних економских процеса првобитне акумулације и напора на изграђивању модерне буржоаске државе, јавила се потреба за првим инвестирањем у индустрији. Интерес се изражавао за стварање сопствене индустрије, за производњу робе широке потрошње. Сиромашна и привредно неразвијена земља, због несташице капитала, техничких средстава и искустава, морала је да се ослони на странце. Напори у том правцу, иако је било извесног интересовања, нису уродили плодом, јер су они постављали неприхватљиве услове. Стога је држава морала сама да преузме улогу инвеститора. Истовремено се јавио интерес и код домаће трговачке и чиновничке буржоазије за инвестирањем у индустрију.
Између више предлога и понуда Совјет је једино прихватио понуду Аврама Петронијевића, тадашњег министра спољних послова, јагодинског грађанина, за подизање фабрике стакла у Јагодини. Очигледно је да капитала у Србији није било довољно. Капитал који се стекао у малобројној богатој чиновничкој и трговачкој буржоазији био је недовољан за веће захвате у индустрији. Ипак, чињеница да се у старој Јагодини већ средином 19. века, налазе међу првим и ретким индустријским капацитетима у Србији две фабрике говори о важности овог града, његовој економској снази, угледним људима и развијеним контактима са главном управом земље и државним центром.
Привредни Развој Јагодине
| 1. Енергетика:                    |                            | 1930. Електрична термо-централа,                                                                                               |
| 2. Саобраћај:                     |                            | 1855. Багрданска Терсана, |
|                                   |                            | 1938. Фабрика бицикала Браће Таушановић                                                                                        |
| 3. Прехрамбена индустрија         |                            | 26 воденица-поточара и 26 воденица-моравки, од Трешњевице до Милошева,                                                         |
|                                   | Млинови:                   | 1879. Први парни млин |
|                                   |                            | 1890. Млин Проте Радована и Млин Косте Ракића,                                                                                 |
|                                   |                            | 1893. Млин Љубисава Мићовића,                                                                                                  |
|                                   |                            | 1896. Млин Ђорђа Ђордевића, |
|                                   |                            | 1901. Млин Бошка Бошковића, |
|                                   |                            | 1923. Млин Светислава Милићевића и Милорада Ђорића,                                                                            |
|                                   |                            | 1925. Аутоматски млин „Морава“,                                                                                                |
|                                   |                            | 1933. Млин Милеве Данић из Мајура,                                                                                             |
|                                   |                            | 1938 „Силос“ АД Привилегованог акционарског друштва за силосе из Београда,                                                     |
|                                   |                            | 1940. Електрични млин Милојка Љубимировића, Електро-млин Браће Младевовић Грудоњски и Електрични млин „Мајур“ Браће Дејановић, |
|                                   | Пекари:                    | 1865. Стоило Ђорђевић, Никола Капетановић, Алекса Понивакић, Јован Кинцл и др;                                                 |
|                                   | Кланице:                   | 1839. Општинска Кланица, |
|                                   |                            | 1893. Кланица Раденковић - Бошковић,                                                                                           |
|                                   |                            | 1901. Кланица П. Ј. Клефиша,                                                                                                   |
|                                   |                            | 1903. Кланица „Риб и Пендерс“,                                                                                                 |
|                                   |                            | 1904. Кланица Таушановић - Бранковић,                                                                                          |
|                                   | Пиваре:                    | 1852. Пивара М. Ј. Косовљанина / доцније Јагодинска пивара,                                                                    |
|                                   | Радионице за прераду воћа: | 1909. Фабрика ликера и соде Ж. Топаловића,                                                                                     |
|                                   |                            | 1919. Фабрика ушећереног воћа и конзерви „Јагода“,                                                                             |
|                                   |                            | 1926. Радионица бомбона и чоколада М. К. Милојковића,                                                                          |
|                                   |                            | 1931. Радионица за прераду малина Б. Ђорића,                                                                                   |
| 4. Грађевинска предузећа:         | Циглане:                   | 1839. Станка Јовановића, |
|                                   |                            | 1911. Косте Петровића, Браће Стоиљковића и Петра Таушановића,                                                                  |
|                                   |                            | 1912. Љубе Црепаревића, |
|                                   |                            | 1924. Прва фабрика цементних прерађевина,                                                                                      |
|                                   |                            | 1937. „Белица“, |
|                                   |                            | 1940. „Морава " и друге; |
| 5. Стакларе:                      |                            | 1840. Фабрика поташе Тодора Аранђеловића,                                                                                      |
|                                   |                            | 1846. Стаклара Аврама Петронијевића у Доњем Мишевићу,                                                                          |
|                                   |                            | 1878. Јагодинска Стаклара, |
| 6. Дрвна и плетарска индустрија:  |                            | 1880. Пинтерска радионица Петра Повремовића,                                                                                   |
|                                   |                            | 1922. Плетарска фабрика „Балон“ Браће Ристић,                                                                                  |
|                                   |                            | 1929. Плетарска радионица Јагодинске штедионице,                                                                               |
|                                   |                            | 1934. Фабрика намештаја „Висунг“ а.д.                                                                                          |
| 7. Индустрија коже и обуће:       |                            | 1880. Фабрика коже Милана Раденковића,                                                                                         |
| 8. Текстилна индустрија:          |                            | 1932. Фабрика свиле Браће Теокаревић,                                                                                          |
|                                   |                            | 1939. Фабрика Шешира и капа „Рота“,                                                                                            |
|                                   |                            | 1940. Јагодинска Текстилна индустрија а.д.                                                                                     |
| 9. Металопрерађивачка индустрија: |                            | 1893. Ливница Јеврема Поповића,                                                                                                |
|                                   |                            | 1893. Фабрика машина Рудолфа Ауера,                                                                                            |
|                                   |                            | 1909. Казанџијско-ливачка радионица Живка Бурића,                                                                              |
|                                   |                            | 1924. Ливница Христифора Тасића,                                                                                               |
| 10. Војна индустрија:             |                            | 1940. Фабрика за израду предмета за земаљску одбрану Л. Шпартаља,                                                              |
| 11. Штампарије:                   |                            | 1892. Страшимира Гемовића, |
|                                   |                            | 1905. Милана Стефановића, |
|                                   |                            | 1911. Адама Глигоријевића (од 1937. Богољуба Глигоријевића),                                                                   |
|                                   |                            | 1929. „Белица“ Жике Костића.                                                                                                   |
| 12. Банке:                        |                            | 1921. Јагодинска прометна банка                                                                                                |

Привреда након Другог светског рата до 1955. године
| 1. Прехрамбена  | Пекарска прерађивачка задруга,                           |
|                 | Главна земљорадничко-прерађивачка задруга,               |
|                 | Филијала фабрика конзерви “Црвена звезда” из Крагујевца, |
|                 | Фабрика салама и сувомеснате робе “Јухор”,               |
|                 | Аутоматски млин “Морава”,                                |
|                 | Електрични млин “Мајур”,                                 |
|                 | Експозитуре “Воћар”,                                     |
|                 | Житопромет,                                              |
|                 | Силос А. Д.,                                             |
|                 | Окружна пољопривредна станица,                           |
|                 | Воћарска заједница                                       |
| 2. Прерађивачка | Обућарска задруга,                                       |
|                 | Кројачка задруга,                                        |
| 3. Грађевинска  | Грађевинска задруга,                                     |
|                 | Фабрика црепа и цигала “Рекорд”,                         |
|                 | Циглана и црепана “Белица”,                              |
|                 | Грађевинско предузеће “Грапом”,                          |
|                 | Секција за одржавање путева                              |
| 4. Индустрија   | Индустрија капа и шешира “Рота”, (Касније Ресава)        |
|                 | Ливачка радионица “Милан Мијалковић”,                    |
|                 | Парна пивара М. Ј. Косовљанина                           |
| 5. Трговине     | Јагодинска набављачко-земљорадничка задруга,             |
|                 | Набављачко-потрошачка задруга железничара,               |
|                 | Државни магазин “Јухор”,                                 |
|                 | Предузеће за промет грађевинским материјалом,            |
|                 | Трговинско стовариште за текстил и хемијске производе,   |
|                 | Радничко-службеничка потрошачка задруга                  |
| 6. Остало       | Електрично предузеће,                                    |
|                 | Графичко издавачко предузеће “Нови пут”,1945             |
|                 | биоскоп Палас,                                           |
|                 | биоскоп Пролетер                                         |

Даљи привредни развој од 1955.
Почетак модерне индустријализације је везан за оснивање Индустрије каблова, која је отпочела редовну производњу 1955. године. У њеном окриљу се развило 6 специјализованих фабрика (енергетских каблова, енергетских проходника, телекомуникационих каблова и лак жице, микропроводника, конектора и прикључака, електроизолационих материјала и кабловског прибора), док је посредно допринела оснивању кооперантских предузећа и дошколовању високостручних кадрова, који су у наредној етапи имали водећу улогу у формирању приватног предузетништва.
| 1. Пољопривреда                         | АИК – са 11 удружених земљорадничких задруга,         |
|                                         | Млинска индустрија Житомлин, 1958.                    |
|                                         | Индустрија сувомеснатих производа и конзерви “Јухор”, |
|                                         | Јагодинска пивара,                                    |
|                                         | Навип – Јагодински подруми, 1960.                     |
|                                         | Јагодинска Млекара                                    |
| 2. Грађевинарство                       | Грађевинско Предузеће Поморавље,                      |
|                                         | Грађевинско Предузеће Пут,                            |
|                                         | Стамбена задруга “Елмос”                              |
| 3. Саобраћај                            | Јагодина експрес, 1967.                               |
|                                         | Пошта                                                 |
| 4. Енергетика                           | Електродистрибуција,                                  |
|                                         | Југопетрол,                                           |
|                                         | Ина                                                   |
| 5. Дрвна и металопрерађивачка предузећа | Ливнице “Минел”, 1948                                 |
|                                         | Фабрика намештаја “Будућност”, 1964                   |
|                                         | “Елмос” (данас у саставу ФКС, “Опрема”), 1961         |
|                                         | „Металка Мајур“, 1986                                 |
|                                         | Фабрика Кабловског прибора Феман, 1990.               |
| 6. Конфекција                           | Индустрија конфекције и трикотаже “Ресава”, 1945.     |
| 7. Трговина                             | Трговинско Предузеће Морава,                          |
|                                         | РК Београд - филијала 33,                             |
|                                         | Младост – РО “Палас”,                                 |
|                                         | Агроопрема                                            |
| 8. Угоститељство                        | “Палас”, са хотелом “Јагодина”, 1960                  |
| 9. Остала предузећа                     | Комунално предузеће “Стандард”, 1948                  |
|                                         | Поморавка - секундарне сировине, 1955.                |
|                                         | и друга.                                              |

## Саобраћај

### Путеви
Град Јагодину покрива 248 km путева.
Од тога 5 регионалних путева, дужине 86 km и 32 локална пута, укупне дужине 162 km.
Ако се изузме међународни ауто-пут Е-75 (деоница Београд - Ниш), који тангира град од око 30 km, других магистралних путева нема.
Од путева регионалног значаја кроз град пролазе следећи путеви:
- Р.108 Ћуприја — Свилајнац
- Р.110 Крагујевац — Свилајнац
- Р.214 Крушевац—Параћин—Лапово (траса старог „Цариградског Друма")
- Р.217 од Гиља према Варварину и Крушевцу
- Р.218 од регионалног пута Р.214 према Рековцу

### Железница
Кроз Јагодину пролази електрифицирана железничка пруга дуплог колосека којом се средња Европа повезују са јужном Европом и Азијом. Укупна дужина железничке мреже кроз град је 34 km, од чега је електрифицирано 28 km.
Станице кроз Град Јагодину:
- Милошево
- Багрдан — Железничка станица Багрдан
- Ланиште
- Буковче
- Град Јагодина — Железничка станица Јагодина
- Гиље

### Аеродром
Јагодина је добила аеродром 1938. године (Јошје) и налазио се североисточно од града, на путу ка Кочином Селу. Цивилни и војни аеродром је укинут 1952. године, а полетно-слетна стаза је претворена у пољопривредно земљиште.
Године 2012. Јагодина поново добија аеродром. Овог пута за спортске авионе али се очекује изградња спортско-пословног дела и проширење полетно-слетне стазе. Садашња локација се налази код Барутане на Штипљанском путу.

## Туризам

### Парк Педагошког факултета
Парк Педагошког факултета основан је 1898. године, и један је од најстаријих у Србији. Основао га је Сретен Аџић (први управник Мушке Учитељске школе у Јагодини) заједно са Ботаничком баштом која је била уз парк.
Лошим поступањем претходних општинских власти парк је смањен на рачун зграда и улица. Уклоњен је и стакленик Ботаничке баште, који се налазио испред старе зграде Учитељског школе. Неки уништени делови баште старији су и од једног дела Ботаничке баште у Београду.
Током Првог светског рата, парку је учињена велика штета, а такође и 2011. када је група вандала поломила око 40 младих садница. Данас парк има површину од 1,67 хектара и 215 стабала и 40 врста дрвећа.
У Парку се налазе и један храст лужњак стар више од 500 година, платан старости 113 година, два стабла гинко имају више од 44 година, 20 стабала лешника су висине 30 m, а стабло глога високо је 5 m.

### Парк Ђурђево брдо
Омиљено излетиште Јагодинаца је Ђурђево брдо. Према тврдњи путописца Феликса Каница, на брду се налазио римски каштел и црквица, коју је по неким изворима, дао саградити деспот Ђурађ Бранковић.
Парк Ђурђево брдо познато је и под именом Арачлијски поток. Назив је добило по Атанасију Ивановићу Арачлији (1801—1896). Његов син Стефан Ивановић завештао своје имање, које је било познато под називом Арачлијски поток (на Ђурђевом брду), јагодинској општини. Услов је био да општина сагради јавни парк. Општина је то и урадила 1904. године.

### Руско гробље-меморијални комплекс
Руско гробље је спомен костурница борцима и официрима Црвене армије који су погинули 1944. у Јагодини. Спомен костурница је саграђена 1962. године, простире се на 3 хектара и у њој је сахрањено 1170 припадника Црвене армије који су погинули ослобађајући десетак градова и насеља у окупираној Србији.
У Спомен костурници је сахрањено 362 војника палих за ослобађање Јагодине, 349 за ослобађање Краљева, 329 за ослобађање Крагујевца, 56 за ослобађање Крушевца, 42 за ослобађање Ужица, 30 за ослобађање Ниша, 2 за ослобађање Ваљева.
За 1109 војника, 5 високих и нижих официра, као и за 22 војника, 7 виших и 16 нижих официра и 5 подофицира нема података.

### Аква Парк
Аква Парк је саграђен 2007. године и налази се у склопу спортско-туристичког комплекса „Ђурђево брдо“. Тренутно има 7 базена са воденим атракцијама и систем тобогана дужине око 400 m.

### Зоолошки врт
Зоолошки врт отворен је 10. јула 2006. године и налази се у склопу спортско-туристичког комплекса „Ђурђево брдо“.
Простире се на 2,5 хектара и има велики број животињских врста. Главна атракција јагодинског зоолошког врта су тигрови Сај и Наташа, као и жирафа Јованча.

## Спорт
Јагодина је такође позната и као град спорта.
Многобројни спортисти и клубови остварили су велике успехе на националном али и светском плану.
Најтрофејнији спортови у Јагодини су:
- Бокс — БК Каблови, Драган Коновалов
- Атлетика — АК Каблови (данас АК Вожд)
- Кошарка — КК Јагодина
- Фудбал — ФК Јагодина, Светозар Андрејић, Јовица Николић ...
- Одбојка — ОК Јагодина, Стефана Вељковић
- Рукомет — РК Јагодина и ЖРК Јагодина
- Шах — ШК Каблови
- Стрељаштво — Горан Максимовић
- Блек хорнетси Јагодина

## Личности
- Јакшићи
- Хачи Иваз Мехмед-паша
- Велимир — Бата Живојиновић
- Стевча Михаиловић
- Милан Раденковић (1850—1915), занатлија и бивши председник општине
- Ненад С. Петровић
- Милан Пироћанац
- Момчило Нинчић
- Вукоман Арачић
- Михаило Илић (мајор)
- Радич Петровић
- Милоје Тодоровић
- Атанасије Ивановић
- Драгиша Милојковић (глумац)
- Никола Милојевић (сликар)
- Милан Мијалковић, народни херој
- Рада Миљковић, народни херој
- Јован Милосављевић, народни херој
- Радислав Никчевић, народни херој
- Радмило Богдановић, бивши министар унутрашњих послова
- Нинослав Станојловић, историчар
- Живорад Ковачевић
- Светозар Андрејић
- Звонко Милојевић
- Зоран Миленковић
- Горан Остојић
- Драган Марковић Палма, политичар
- Стефана Вељковић, одбојкашица
- Сара Лозо, одбојкашица

#### Мапе и карте
- Мапе, аеродроми и временска ситуација локација (Fallingrain)
- Сателитска мапа
- Гугл сателитска мапа
- План насеља на мапи (Mapquest)[мртва веза]